# Abbott Lawrence Lowell
Abbott Lawrence Lowell, född 13 december 1856 i Boston, död 6 januari 1943, var en amerikansk statsvetenskapsman.
Lowell var professor vid Harvard University. Bland hans skrifter märks The government of England (1908), hans mest betydelsefulla arbete Public opinion in war and peace (1923) samt Greater European governments (1925). Lowell ivrade flitigt för USA:s inträde i Nationernas förbund.